# Mischa Levitzki
Mischa Levitzki, även Levitski, född 25 maj 1898 i Krementjug, Lillryssland, Kejsardömet Ryssland (nuvarande Ukraina), död 2 januari 1941 i  Avon-by-the-Sea, New Jersey, USA, var en amerikansk konsertpianist. Vid tre års ålder började Levitzki spela fiol, men utvecklade snabbt ett intresse för pianot som han studerade tillsammans med Aleksander Michałowski i Warszawa innan han debuterade i Antwerpen 1906.
I New York fick hans far honom att uppmärksammas av Walter Damrosch, som erhöll ett stipendium åt honom vid Institute of Musical Art som elev till Zygmunt Stojowski, som han hade studerat tillsammans med från 1907 till 1911. 1913 började Levitzki studera vid Berlin Hochschule für Musik där han blev Ernő Dohnányis yngsta elev, och fick Mendelssohnstipendiet 1915. Vid den tiden hade han framträtt över hela Europa och Skandinavien. Han debuterade i Amerika i New York den 17 oktober 1916 vid Aeolian Hall, och blev kort därefter permanent bosatt i USA. Han spelade över hela världen fram till sin död, i bland annat USA, Australien, Nya Zeeland och Asien, och erhöll ett visst rykte med sina framträdanden av romantisk karaktär. Han blev utvald till hedersmedlem i Alpha Chapter i Phi Mu Alpha Sinfonia Fraternity vid New England Conservatory 1917.
Han transkriberade flera stycken för piano, förberedde en cadenza på Beethovens tredje pianokonsert, och skrev flera korta pianostycken. Bland hans mest kända finns The Enchanted Nymph, Valse in A, Valse tzigane och en gavotte. Han dog plötsligt av en hjärtattack vid 42 års ålder år 1941, i Avon-by-the-Sea, New Jersey. Hans verk finns bevarade i New York Public Library for the Performing Arts.